# 로마 약탈 (1527년)
로마 약탈(1527)은 코냑동맹전쟁(1526~1530)이 진행 중이던 1527년 5월 6일에 교황령의 수도 로마를 침략한 신성로마제국군 가운데 일부가 통제에서 벗어나 로마 시내에서 무차별적으로 약탈을 자행한 사건을 말한다. 약탈로 인한 피해는 과거에 있었던 그 어떤 로마약탈(사코 디 로마)사건 보다 처참하고 컸으며 성도 로마는 도시로서의 기능이 완전히 마비되어 버렸다. 교황은 산탄젤로성으로 피신하여 간신히 목숨을 부지하였으며 산탄젤로 성에서 7개월간 자진하여 유폐 생활을 하였다.
이 사건을 통해 코냑동맹군(프랑스, 밀라노, 베네치아, 피렌체,교황령)과 신성로마 제국군간에 벌어진 코냑 동맹전쟁(1526~1530)에서 제국의 군대가 결정적인 승기를 잡았음이 드러났다. 결국 코냑 동맹전쟁은 1530년에 동맹군이 패배하여 제국군의 승리속에 종료되었다. 교황령에 대한 공격은 황제의 명령으로 수행되었으며 교황이 동맹결성과 전쟁을 주도하여 황제에게 정면으로 대항함에 따라 전쟁의 적대국가에 대한 응징차원에서 전격적으로 진행되었다. 교황 클레멘스 7세(재위 1523-34)는 평소 황제에게 대적하며 친프랑스적이면서 편파적인 정책을 펼쳤다. 또한 과거 1519년에 신성로마제국의 황제선출시 카를 5세가 황제로 선출되는것을 반대했었기에 묵은 감정에 대한 앙갚픔 성격도 있었다.
사건의 불똥은 엉뚱하게 잉글랜드로 튀었다. 생각지도 못한 사람이 피해를 보았는데 그가 바로 잉글랜드의 국왕 헨리 8세(재위1509-1547)다. 그가 왕비 캐서린과 이혼(혼인무효선언) 허락을 교황청에 요청하였으나 불허되었다. 보통의 경우에는 교황들이 국왕의 손을 들어주는 편이였으나 이번 만큼은 그럴수 없었다. 그 이유는 헨리 8세의 왕비인 캐서린(생몰 1485~1536)이 바로 황제 카를 5세의 이모였기 때문이다. 황제 카를 5세는 언제든지 마음만 먹으면 교황을 갈아치울 수 있을 정도의 강력한 힘을 가지고 있었고 금번 로마약탈을 통해 그 위력을 과시한바 있다. 교황은 자신의 코가 석자인터라 이혼을 허락하지 말라고 계속 협박과 으름장을 놓는 황제의 뜻을 감히 거역할 수 없는 처지였다.

## 배경

#### 유럽의 정치적인 상황

이탈리아 지도 (1494년)

프랑스는 백년전쟁(1337-1453) 이후 왕권이 강화되며 점차 중앙집권이 이루어졌다. 국정이 안정화되면서 국가역량의 결집이 가능하게 되었고 국력의 원천인 인구가 증가하면서 유럽의 강대국이자 중심국가로 자리잡게 되었다. 이런 프랑스를 긴장하게 만든 것은 스페인의 급부상이다. 1492년 레콩키스타(영토회복운동)를 완성하며 신흥 강대국으로 거듭났기 때문이다. 스페인은 이탈리아 남부 나폴리와 시칠리아도 통치하고 있었고 해외 식민지 개척에도 선도적 국가였다.
설상가상으로 1519년에 스페인과 독일-오스트리아를 호령하는 젊은 황제 카를 5세가 등장하며 유럽의 국가들을 더욱 긴장하게 만들었다. 카를 5세의 출현으로 힘의 균형이 무너지며 주변국가들의 견제와 반발을 불러 일으켰고 무력충돌이 불가피하게 되었다.
16세기 말에 포르투갈의 노력으로 대항해시대가 열렸으나 아직 초기시대라 새로운 항로를 통한 무역이 크게 활성화되지는 못한 상황이였다. 따라서 여전히 지중해는 국제무역에 있어서 매력적인 장점을 많이 가지고 있었다. 이런 이유로 인해 유럽 강대국들은 지중해의 주도권을 차지하려고 했고 그러기 위해서는 먼저 이탈리아 반도내에서의 주도권을 쟁취해야 했다.

#### 도시 로마의 상징성
도시 로마가 있는 이탈리아는 과거 찬란했던 로마제국의 문명과 정신이 깃든 곳이였다. 유럽각국은 로마제국의 정통성을 계승한 지도국가의 지위를 공인받기 위해서 상징적 의미가 있는 이탈리아 반도를 차지하려 했다. 또한 유럽이 가톨릭화 되면서 교황청이 있는 로마가 가톨릭 문화와 정신 문명의 중심지가 되어갔다. 유럽의 군주들은 자신이 가톨릭교회의 수호자이자 대륙의 지도자로 인정받기를 원했으며 그러기 위해서는 교황으로부터 공인받아야 했다. 그래서 이탈리아와 로마내에서 자국의 영향력을 확대하려고 노력하였다. 이런 분위기로 인해 이탈리아 반도는 유럽 각국의 패권 다툼의 각축장으로 변해갔다. 그러나 정작 이탈리아 반도는 십여 개의 작은 도시국가로 분열되어 있어 외세 침략에 적절히 대응을 하지 못 하고 혼란만 거듭하고 있었다.

#### 40대 젊은 교황의 등장
클레멘스 7세(재위 1523-34)에 재위 초반의 유럽은 신성로마제국과 프랑스 두 강대국 간의 패권 다툼으로 인해 혼란스러운 분위기가 계속 이어졌다. 특히 이탈리아 반도내에서의 주도권을 잡으려고 두나라가 크게 대립하고 있었다. 자존심이 걸린 다툼으로 비추어지기도 한 이 싸움은 16세기 전반기에 출현한 젊은 황제 카를 5세(생몰 1500-1558)와 프랑스의 프랑수아 1세(생몰 1494-1547) 간에 주로 벌어졌다. 이런 불안한 상황이 지속되자 40대의 젊은 교황 클레멘스 7세는 이탈리아 반도에서 평화와 정국 안정을 지키기 위해 두 강대국 사이를 교대로 오가며 줄타기를 하지 않을 수 없었다. 하지만 지나칠 정도로 오락가락하는 교황의 행보로 인해 로마의 지방귀족들과 추기경들의 반발이 심했고 혼란을 부추기는 면도 있었다.

#### 코냑동맹 결성
1525년 2월 24일 파비아 전투에서 프랑스가 제국군에게 전멸되며 대패하였고 국왕 프랑수와 1세마저 포로로 잡히는 사건이 발생하였다. 소식을 접한 교황 클레멘스 7세는 충격을 받았다. 황제 카를 5세는 이미 이탈리아 남부의 나폴리 왕국과 시칠리아도 다스리고 있었는데 전쟁승리로 인하여 북부 이탈리아에서의 영향력도 커진 것이다. 이로 인해 이탈리아 반도내에서 매우 위협적인 세력이 되고 있었다.
교황 클레멘스 7세는 이탈리아에서 카를 5세의 세력을 몰아내기 위해 군사동맹을 결성하기 시작했다. 코냑동맹으로 명명된 이 동맹에는 베네치아,밀라노,피란체,프랑스,교황령이 참여하였다. 교황이 동맹결성을 주도하였으나 최종조약 체결은 1526년 5월에 밀라노 공작 프란체스코 2세(스포르차 가문)에 의해  이루어졌다. 동맹군 총사령관은 우르비노 공작이 맡았다.
카를 5세는 1521년에 프랑스로부터 밀라노를 탈환한후 프란체스코 2세를 밀라노 공작으로 임명하였다. 지난 1515년 프랑스에 빼앗겼던 스포르자 가문의 밀라노 통치권을 회복시켜 주었지만 프란체스코 2세의 권력은 밀라노에 주둔하고 있는 스페인 군에 의해 제한되었다. 이에 불만을 품고 황제 카를 5세의 영향력에서 벗어나고자 프란체스코 2세는 코냑동맹에 합류하였다. 프랑스가 동맹에 참가한 이유는 지난 1525년에 파비아 전투에서 대패한 것에 대한 복수 차원이었다. 프랑스 단독으로는 황제 카를 5세의 세력을 꺽을 수 없다고 판단하였던 것이다(프랑수아 1세는 1526년 2월에 포로에서 석방되었다.).

#### 코냑동맹전쟁의 시작
코냑동맹군이 롬바르디아의 로디를 함락하는 등 북이탈리아를 점령해나가자 신성 로마 제국 황제 카를 5세는 격노하였다. 특히 카를 5세가 복위시켜준 밀라노 공작 프란체스코 2세(재위 1521-1535)의 배신에 분노했다. 제국군이 반격을 가하여 밀라노를 점령한 후 스포르차 가문의 통치권을 회수해버렸다. 이때 코냑동맹은 분열되는 모습을 보였는데 프랑스 군은 파비아 전투(1525년)의 트라우마로 인해 전쟁에 소극적이었고 베네치아는 자국의 사정을 핑계로 군대를 파견하지 않았다. 분위기가 이렇게 돌아가자 나머지 도시국가들도 소극적으로 전쟁에 임하기 시작하였다. 제국군과의 직접적인 정면대결을 피하며 물리적인 거리를 일정하게 두었다.
샤를(제국군 지휘관)이 이끄는 신성 로마 제국군 34,000명은 전례없는 교황령의 수도 로마로 진격하라는 명령을 받았다. 그리하여 샤를 휘하의 스페인 군사 중 6,000명을 제외하고, 게오르크 폰 프룬즈베르크 휘하의 란츠크네흐트 14,000명과 파브리치오 마라말도, 스키라 콜론나, 루이지 곤차가, 페란테 1세 곤차가, 오라녜 공작 필베르트 등이 지휘한 일부 이탈리아 보병 연대는 로마를 향해 진군하였다. 신성로마제국군은 북부이탈리아에서 프랑스군을 몰아내는 데 성공했으나 용병료를 제대로 지급받지 못하여 불만이 가득한 상태였다. 한편 독일인 병사들은 마틴 루터 사상에 심취한 루터파 교도들로서 종교적인 이유로 교황령 수도 로마를 반드시 점령하겠다는 결의에 차있었다.  
신성 로마 제국의 군대는 길을 따라 아쿠아펜덴테와 산로렌초알레그로테를 점령하였으며, 5월 5일 비테르보와 론칠리오네마저 점령하고 로마 성벽에 다다랐다. 교황 글레멘스 7세는 황제가 아무리 분개했기로서니 독실한 가톨릭 교도로 알려진 황제의 군사들이 설마 교황령, 그것도 성도(聖都) 로마를 침공할 것이라고는 생각하지 못 했다. 그러나 막상 제국군이 로마에 나타나자 사태의 심각성을 깨닫고 크게 당황하였다.

## 약탈

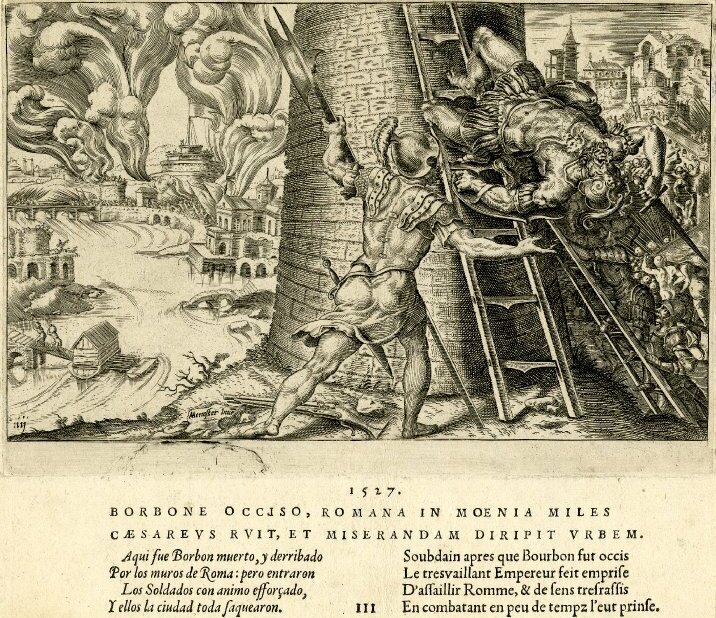
헴스케르크가 그린 로마 약탈.

#### 무너지는 성도 로마
로마를 지키는 병력은 신성 로마 제국군에 비해 수적으로 열세였다. 처음부터 농성전을 통한 방어전이라는 것이 불가능에 가까운 무리수였다. 당시 로마를 지키고 있었던 병력은 렌초 디 체리가 이끄는 5,000명의 군인과 교황의 스위스 근위대뿐이었다. 도시를 감싼 성벽은 단단했지만, 신성 로마 제국군은 훌륭한 포병 부대를 보유하고 있었다. 제국군 지휘관 샤를은 포위하고 있는 로마와 언제 후방으로 들이닥칠지 모르는 코냑동맹군 사이에 끼이게 될 위험을 피하기 위해서 서둘러 공성전을 시작했다.
신성 로마 제국 군대는 잔니콜로와 바티칸 언덕 쪽에 있는 성벽들을 공격하여 무너뜨리는 데 성공하였다. 그런데 전투중에 지휘관인 샤를(생몰1490-1527)이 벤베누토 첼리니가 쏜 총을 맞고 전사하고 말았다. 용병들은 급료지불이 제대로 이루어지지 않아 불만이 가득했었는데 지휘관 샤를마저 전사하자 분노하였다. 규율이 무너지기 시작하더니 무너진 성벽을 통해 제국군인들이 앞다투어 물밀듯이 쳐들어갔고 도시 로마를 완전히 장악해 버렸다. 전사한 샤를을 대신하여 필리베르 드 샬롱이 지휘를 이어받았지만 샤를의 죽음에 흥분한 병사들을 통제할 수는 없었다.

#### 스위스 근위대의 용맹성
제국군대가 로마시내로 쏟아져 들어오자 교황청에서 고용한 각 나라의 용병들은 싸움을 피하여 도망치기 바빴다. 그러나 스위스 근위대만큼은 수적 열세에도 불구하고 끝까지 목숨을 걸고 싸웠다. 베드로 대성전으로 향하는 길목에서 벌어진 전투중에 500명 중 189명만 살아남게 되었는데, 이들 역시 교황이 베드로 대성당으로 피신하는 과정에서 겨우 42명만이 남게 된다. 교황은 이들에게 조국으로 돌아갈 것을 권고했다. 하지만 충성서약을 깨뜨릴 수 없다는 이유로 끝까지 교황을 위해 싸우겠다고 맹세하였다. 오히려 교황에게 피신할 것을 당부한후 베드로 대성당 근처로 몰려드는 제국군대와의 싸움에서 모두 장렬하게 전사하고 말았다.
스위스 근위병들의 희생 덕분에 교황 클레멘스 7세는 베드로 성당으로 피신한 후 이곳에서 산탄젤로 성까지 이어진 비밀 통로 파세토 디 보르고를 통해 베드로 성당에서 800m 떨어진 곳에 있는 산탄젤로 성으로 안전하게 피신할 수 있었다.  최악의 상황에서도 끝까지 목숨을 받쳐 충성을 다한 이들의 용맹함으로 인해 이후 주로 스위스 용병 출신들이 교황청 근위대에 기용되는 전통이 생겨나게 되었다. 또한 지금까지도 매년 5월 6일 되면 바티칸에 주둔하는 신참 스위스 용병들은 충성서약을 하는데, 이는 1527년 당시 용맹하게 싸우다가 장렬하게 전사한 선배들을 기념하기 위해서이다.

#### 본격적인 약탈
시내로 진입한 제국군의 지휘체계는 완전히 무너졌고 흥분한 제국 군인들은 통제에서 벗어나 로마시내에서 무차별적으로 약탈과 살육, 파괴를 자행하였다. 제국군인들이 강도로 돌변하여서 로마시내 일대를 무법천지로 만들어 버렸다. 지휘관인 필리베르트가 병사들에게 약탈중지를 명했지만 이를 따르는 이는 거의 없었다. 조금이라도 값이 나가는 물건은 그 종류를 가리지 않고 뜯겨나갔고 빼앗기며 약탈의 대상이 되었다. 로마는 초토화되며 철저하게 파괴되었고 르네상스 시절의 찬란함은 한순간에 사라져버렸다. 도시로서의 로마 성립 이후 사상 최악의 피해가 발생했다.
포로가 된 교황군 병사들은 잔혹한 방식으로 공개 처형되었으며 성당과 수도원은 물론 추기경과 고위 성직자들의 저택이 대거 약탈당하고 파괴되었다. 심지어 신성로마 제국과 친분이 있는 추기경들도 폭도로 돌변한 병사들로부터 목숨을 부지하기 위해 거액의 금전을 바쳐야 했다. 수녀를 포함하여 여자들은 나이에 상관없이 강간당한 후 살해되었다. 기둥에 못박힌 후 죽임을 당하는 이가 부지기수였고 그 참혹함은 아비규환(阿鼻叫喚)의 지옥에 가까웠다.
제국군의 상당수는 독일 루터교 신자들이라 로마를 적그리스도의 본거지 정도로 여겼다. 그래서 그 어떠한 일말에 양심의 가책도 없이 약탈을 자행했다. 그동안 루터교도들은 이단으로 취급되며 강제개종을 강요받았고 갖은 수치와 고문을 받다가 화형당하기도 했다.
[로마 약탈의 역사]
| No | 발생 년도 | 사건 내용 & 침략 민족                    | 비 고 |
| 1  | BC 390년  | 갈리아인(켈트족)들의 약탈                |       |
| 2  | AD 410년  | 알라리크가 이끄는 서고트족의 약탈        |       |
| 3  | AD 455년  | 게이세리크가 이끄는 반달족의 약탈        |       |
| 4  | AD 546년  | 토틸라가 이끄는 동고트족의 약탈          |       |
| 5  | AD 1084년 | 로베르 기스카르가 이끄는 노르만족의 약탈 |       |

5월 8일경, 클레멘스 7세와 적대 관계였던 폼페오 콜론나 추기경이 추종자들과 농민군을 이끌고 로마로 쳐들어왔다. 이들은 과거 1526년 교황군에 의해 약탈당했던 것에 앙심을 품고 보복하기 위해서 온 것이었다. 그러나 막상 로마의 비참한 상황을 목격한 콜론나 추기경은 연민을 느끼고 자신의 저택에서 수많은 로마 시민을 보살폈다. 한편 클레멘스 7세는 산탄젤로성에 계속 칩거하며 동맹군이 나타나 도와주기를 기다렸다. 6월 1일이 되어서야 동맹군 총사령관 우르비노 공작(프란체스코 마리아 1세 델라 로베레)과 살루초의 미켈레 안토니오가 로마 북부 몬테로시에 도착하였다. 그러나 행동 하나하나에 조심스러웠던 이들은 광폭한 신성 로마 제국군과의 전투에서 쉽게 승리를 거두지 못 하였다.
우르비노 공작 프렌체스코 마리아 1세는 동맹군 총사령관임에도 불구하고 코냑동맹전쟁(1526-30) 내내 매우 소극적으로 임했다. 메디치 가문과의 악연 때문이었다. 이번 전쟁이 메디치 가문 출신의 교황이 주도하여 벌어진 전쟁이다보니 열심히 해야 할 이유가 없었다. 그는 1517년에 메디치 가문 출신에 교황 레오 10세(재위 1513~21)와 갈등 끝에 우르비노 전쟁을 치른 후 우르비노 공작위를 박탈당한 경험이 있다. 레오 10세는 자신의 출신 가문인 메디치 가문의 로렌초 2세(레오 10세의 조카)에게 우르비노 공작 자리를 넘겨버렸다. 물론 1521년에 다시 공작위를 되찾기는 했으나 다시 메디치 가문 출신에 교황이 즉위하자 껄끄러운 관계를 유지하고 있었다. 또한 전쟁 초반기 이미 밀라노와 롬바르디아가 제국군의 수중에 넘어갔고 동맹국이였던 베네치아와 프랑스가 전쟁에 소극적이었으며 교황은 일방적으로 동맹 탈퇴와 재가입을 반복하여 신뢰할 수 없었던 이유도 있었다.

#### 교황의 항복과 로마의 피해
6월 6일 클레멘스 7세는 항복을 선언하였다. 교황은 신성 로마 제국에 파르마와 치비타베키아, 모데나를 양도하는 것은 물론 자신의 신변을 보장받는 대가로 400,000 두카트의 몸값을 지불하라는 조건에 동의하였다. 그러나 실제로 이행한 것은 후자뿐이었다. 시지스몬도 말라테스타가 리미니로 돌아갈 즈음 베네치아는 체르비아와 라벤나를 획득하기 위해 그의 상황을 이용하였다.
클레멘스 7세는 포로의 신분으로 약 7개월 동안 산탄젤로성 안에 감금당한 채 지냈다. 1527년 12월 초순경 제국 관리들을 돈으로 매수한후에 몰래 산탄젤로성을 탈출하였고, 오르비에토로를 거쳐 비테르보로 피신하였다. 교황은 1528년 10월이 되어서야 로마로 돌아왔지만, 이미 인구는 급감하고 시내 곳곳은 황량해진 상태였다. 1527년에 있었던 인구조사에서 로마에는 어린아이를 제외하고 약 5만 4,000명이 거주하였는데 이번 약탈로 인한 사상자와 해외로 도피한 사람은 총 4만 5,000명 정도였다고 한다.(사망자 약 1만 2,000명)
제국군은 로마를 9개월간 점령하면서 로마 주변 지역을 약탈하다가 1528년 2월 중순경이 되어서야 철수하였다. 제국군에 고용된 용병들은 로마를 점령한 동안에 지휘관들에게 항명하며 폭동을 일으키기도 하였다. 여전히 용병료가 제때 지급되지 않았기 때문에 제국군 지휘관들도 어찌할 수 없었다. 용병들은 베드로 성당을 마굿간으로 사용하기도 했다. 겨울이 되자 문과 문틀을 비롯해 나무로 된 것은 모조리 뜯어내서 땔깜으로 사용하기도 했다. 로마시내의 거리에는 시신이 방치되어 나뒹글었고 부패하며 각종 전염병이 창궐하였다.

## 영향

### 교황의 굴욕
스페인에 머물고 있던 신성 로마 제국의 황제 카를 5세는 로마 약탈 소식을 접하고 무척 당황하고 당장 중지할 것을 지시하였다. 하지만 자신에게 대항했던 교황 클레멘스 7세가 군대와 도시를 잃고 산탄젤로성에 사실상 유폐나 다름없는 신세로 전락한 사실 자체에 대해서는 그다지 싫어하는 내색을 보이지 않았다. 실제로 카를 5세는 로마 약탈에 부분적으로는 책임이 있는데, 이는 그가 클레멘스 7세를 개인적으로 만나 자신의 요구사항을 전하기 위해서 자신의 군대에게 자율성을 부과했다는 사실이 알려졌기 때문이었다.
이 사건후 클레멘스 7세는 카를 5세를 언짢게 할 만한 행동을 하지 않음으로써 그와의 어떠한 충돌도 피하려고 노력하였다. 어떠한 주저함과 조건 없이 클레멘스 7세는 울트레흐트 교구의 세속 재산을 합스부르크 왕가에 양도한다는 것에 동의하였다. 1528년, 카를 5세와 굴욕적인 평화 조약을 맺고 많은 전쟁배상금을 지불하였으며 1530년 2월에 카를 5세를 신성로마 제국의 황제로서의 대관식에 왕관을 씌워주게 되었다. 이후에는 카를 5세의 뜻에 부합하는 정책을 펼칠 수밖에 없었다. 또한 클레멘스 7세는 어찌나 트라우마가 심했던지 예술가 미켈란젤로에게 의뢰하여 시스티나 성당 벽에 최후의 심판을 그리게 한다.
코냑동맹의 붕괴와 함께 교황의 권위는 떨어졌고, 곧 이탈리아의 르네상스는 쇠퇴로 이어졌다. 마르틴 루터에 의한 종교분열(1517)의 문제해결은 교황이 아닌 세속 군주에 의해 주도되었다. 30년 전쟁 이후 베스트팔렌 조약(1648)이 체결되고 나서부터는 교황의 명목상 권한마저 축소되고 말았다.
근세로 이행하는 격변기 속에서 황제권이 교황권을 압도한 이래 가장 확실한 쐐기를 박은 사건으로 그 이전에도 그 이후로도 교황이 세속 군주로부터 이렇게까지 굴욕을 겪은 바는 없었다. 또한 기독교 군대가 교황령을 침공하여 궤멸적 타격을 가한 극히 이례적인 사건이다. 신성 로마 제국 황제 권력의 정점을 상징하는 사건인 동시에 교황권의 몰락을 상징하는 사건이였다.
1534년 잉글랜드의 헨리 8세가 수장령을 발표하면서 잉글랜드 교회가 로마 가톨릭과 분리, 독립하여 성공회를 만드는 종교개혁을 단행하게 만들었다.

### 6차 이탈리아 전쟁
1535년 11월에 밀라노 공작 프란체스코가 후계없이 사망하였다. 같은해 6월에 시작된 튀니스 원정을 성공적으로 마무리한 카를 5세는 군대와 함께 나폴리로 입국하여 그곳에서 겨울을 나던중 사망 소식을 접했다. 카를 5세는 즉각적으로 측근을 파견하여 밀라노를 접수한후 자신의 아들 펠리페 2세에게 밀라노를 물려주려 하였다. 프랑스는 이에 크게 반발하여 1536년 3월에 밀라노를 침공하면서 6차 이탈리아 전쟁(1536-38)이 발발하게 되었다. 전쟁이 한창이던 시점인 1536년 5월에 카를 5세는 로마를 방문하였고 교황 바오로 3세(재위 1534~1549)로부터 크게 환대를 받았다. 한해 전에 있었던 튀니스 원정은 교황의 뜻이 많이 반영되었으며 원정에 크게 성공하여 해적 소탕 및 그간 해적들에게 끌려가서 현지에서 노예 생활을 하던 유럽의 기독교인들이 대거 고향으로 돌아갈수 있었기 때문이다. 도시 로마는 1527년에 있었던 약탈사건 이후 지난 9년간 복구 작업이 많이 진행되어 있었다.

### 교황의 도발
세월이 흘러 로마는 평온을 되찾았으나 정확히 30년 한세대가 지난 1557년, 과거의 교훈을 잊은 교황의 오판으로 다시 재앙이 재현될뻔하였다. 교황 바오로 4세는 1527년의 사건을 용서하지 못하고 프랑스와 연합하여 펠리페 2세가 이끄는 스페인 합스부르크 세력을 이탈리아에서 몰아내려고 시도했다. 당시 스페인은 나폴리 왕국과 밀라노를 통치하고 있었으며 이탈리아 중북부 토스카나에도 강한 영향력을 행사하고 있었다.
1552년에 프랑스 앙리 2세가 밀라노와 나폴리에 대한 계승권을 주장하며 황제 카를 5세를 상대로 전쟁을 일으켰다. 이에 호응한 이탈리아의 시에나 공화국은 황제에게 반기를 들어 스페인 주둔군을 추방하고 프랑스 군대를 끌어들였다. 펠리페 2세의 명을 받은 나폴리 총독이 진압에 나섰으나 실패하자 스페인의 동맹국인 토스카나 공국이 1554년에 시에나를 침공하였고 프랑스와 독일 접경지역에서도 전투가 벌어지는등 유럽이 다시 시끄러워졌다. 이런 가운데 1555년에 교황에 즉위한 바오로 4세는 그의 조카 카를로 카파파의 설득에 넘어가 프랑스와 동맹을 맺고 펠리페 2세의 나폴리 왕국 통치권 박탈을 선언했다.
나폴리 부왕 알바 공작이 진격해오자 교황은 휴전을 요청하며 프랑스 군의 도움을 받으려 했다. 그러나 이를 간파한 나폴리-스페인 연합군이 이동하는 프랑스 군을 격파하였다. 1557년 9월 나폴리 부왕 알바 공작이 로마로 진격해오자 교황 바오로 4세는 뒤늦게 항복을 선언했다. 교황은 9얼 12일에 스페인이 제시한 조건을 수용하며 카베 평화 조약에 서명하였고 알바 공작은 아무런 피해도 입히지 않고 로마에서 철군하였다.